# Cratere Bellinsgauzen
Bellinsgauzen è un cratere lunare di 63,23 km situato nella parte sud-orientale della faccia nascosta della Luna.